# Valeri Flac
Valeri Flac (en llatí Valerius Flaccus) va ser un militar romà del segle III aC. Formava part de la gens Valèria, i portava el cognomen de Flac.
Va servir com a tribú militar sota el cònsol Quint Fulvi Flac l'any 212 aC i es va distingir per la seva valentia durant l'atac al camp dels general Hannó a Benevent.